# دينو كيسلر
دينو كيسلر هو لاعب هوكي الجليد سويسري، ولد في 23 ديسمبر 1966 في خور في سويسرا.

## وصلات خارجية
- دينو كيسلر على موقع EliteProspects.com (الإنجليزية)
- دينو كيسلر على موقع Eurohockey.com (الإنجليزية)
- دينو كيسلر على موقع HockeyDB.com (الإنجليزية)
- دينو كيسلر على موقع أوليمبيديا (الإنجليزية)